# استان چپن
استان چپن (به اسپانیایی: Provincia de Chepén) یک منطقهٔ مسکونی در پرو است که در منطقه لا لیبرتاد واقع شده‌است.
 استان چپن ۱٬۱۴۲٫۴۳ کیلومتر مربع مساحت و ۷۸٬۴۱۸ نفر جمعیت دارد و ۱۳۰ متر بالاتر از سطح دریا واقع شده‌است.